# María Josefa Sansberro Echeverría
María Josefa Sansberro Echeverria (Maddi), de casada María Josefa Nicolás, (Oyarzun, Guipúzcoa, 22 de septiembre de 1895 - Sachsenhausen, Alemania, 13 de noviembre de 1944) fue una mujer comprometida con la resistencia francesa durante la Segunda Guerra Mundial y única persona de Oyarzun que murió en un campo de concentración nazi.

## Biografía
A María Josefa la llamaban Maddi en su familia, para distinguirla de su hermana Juana Josefa (Joxepa). Nació en el caserío Berrondo del barrio de Ugaldetxo de Oyarzun, la segunda de cinco hermanos. Su madre era Lorenza Etxeberria Bereau, de Aranaz (Navarra), nacida el 7 de octubre de 1864. Su padre, Lucio Susperregui, sin segundo apellido, figura  como Expósito de San Sebastián, nacido el 12 de diciembre de 1869 en el caserío Ardalkuntza goya de Lezo y adoptado a los ocho años por la familia Sansberro-Arbelaiz del caserío Txokua, tomando los apellidos de esta familia.

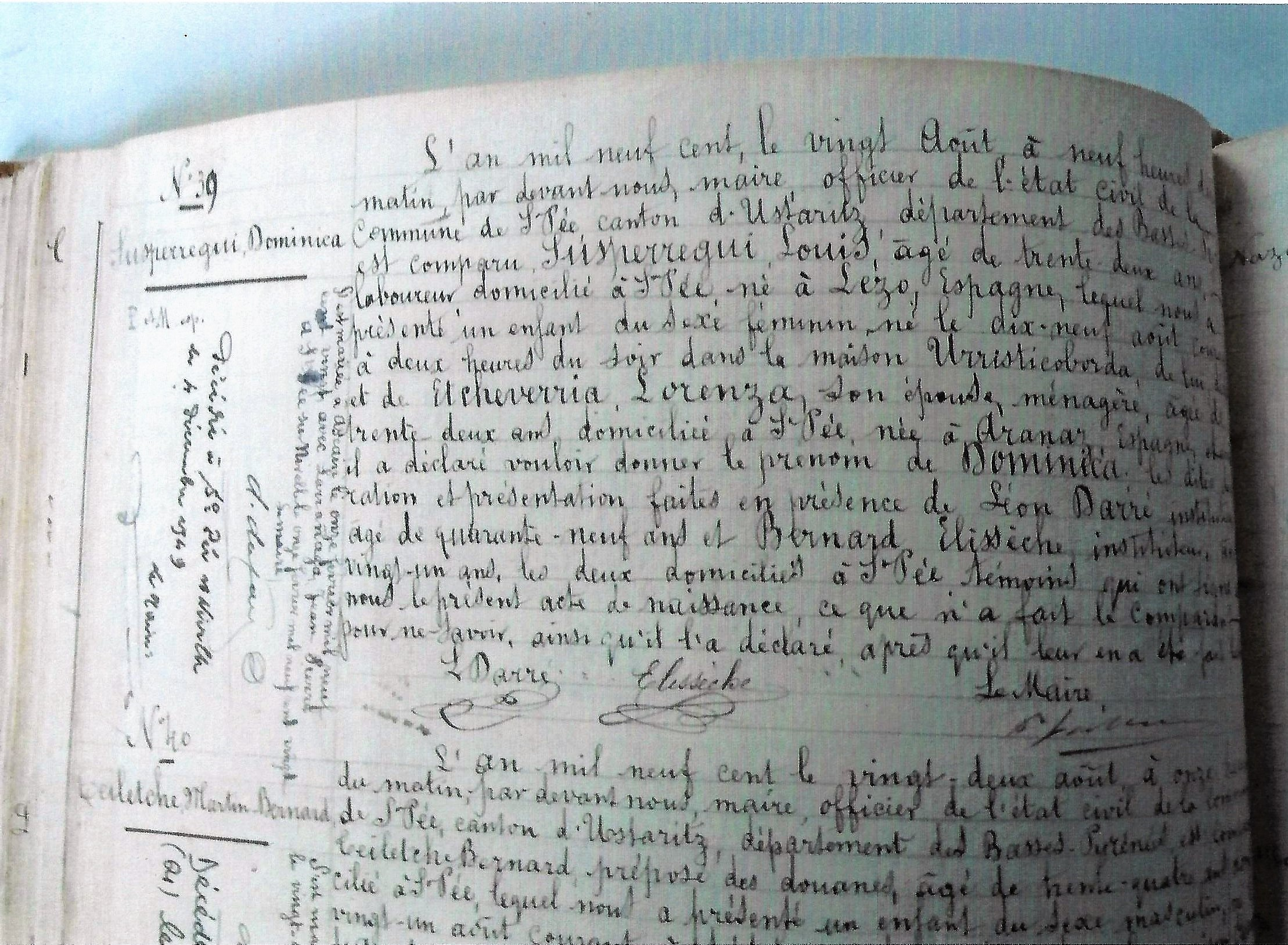
Censo de la ciudad de Sempere del año 1900

En 1900 la familia se traslada a Sempere (Lapurdi). Se empadronaron en la casa Urristikoborda y cuatro años después se trasladaron a la casa Oyarcoenea de la misma localidad. 
El 30 de julio de 1918 María Josefa Sansberro se casó con Nicolas Perul, carpintero de Ciboure. Según consta al margen del acta de matrimonio, el 15 de octubre de 1931, a la edad de 36 años, María Josefa Sansberro Echeverría y Nicolas Perul se separaron. Sin embargo, esa fecha no coincide con la que consta en el registro de Ciboure, donde aparece que se separaron el 3 de marzo de 1930. En todos esos años que estuvieron casados no tuvieron hijos.
El 26 de enero de 1938, a punto de cumplir 43 años, se casó en segundas nupcias con Pierre Nicolas, conocido como Louis, 17 años mayor que ella, tomando así el apellido Nicolas (Susperregui, Sansberro, Nicolas). Pierre Nicolas nació en Ustaritz el 18 de agosto de 1878 y era el propietario del hotel del Collado de San Ignacio, Sare (Sara en Euskera y en castellano), donde trabajaba Maddi.
Previamente, el 23 de mayo de 1930, Pierre Nicolas había confesado como testigo presencial que vio nacer a un bebé en el Collado de San Ignacio, registrado como Cyrin Lucien, sin apellido. Después de seis meses, el 23 de diciembre de 1930, Pierre reconoció al niño y le dio su apellido.
El 14 de enero de 1938 María Josefa adoptó al niño como hijo suyo, pero sin aceptar que fuera su madre y doce días después, el 26 de enero, María Josefa se casó con Pierre.
Lucien Nicolas, el 26 de marzo de 1965, según consta en un documento del ayuntamiento de Ascain, hizo corregir el apellido de su madre adoptiva, por orden del juzgado de Bayona. Es decir, en la partida de bautismo de María Josefa no consta Susperregui (primer apellido de su padre, que era de la Inclusa) sino Sansberro, ya que fue bautizada en la iglesia de Oyarzun con el apellido de la familia que adoptó a su padre .
Esta rectificación se hizo cuando Lucien estaba reuniendo documentos para probar que su madre murió en la lucha por la resistencia, para poder cobrar la pensión. Gracias a él se conservan muchos documentos importantes.

## Época de la Resistencia
Los nazis alemanes llegaron a Sara en junio de 1940, quedando la ciudad en la zona ocupada. Los soldados se instalaron en el Collado De San Ignacio (Santinazioko Lepoa), en la frontera con Navarra, en la posada donde trabajaba Maddi, quien tenía que ocuparse de su alojamiento.
Maria Josefa o Maddi, enviudó en 1941 y en junio de 1942, tras enviar a Cyrin Lucien al internado para sacerdotes de Ustaritz, empezó a participar en la red ORA (Organisation de résistance de l'Armée). El grupo ORA monitoreaba los movimientos de los soldados nazis y transmitía a los Aliados la información que recibía. María Josefa Sansberro fue agente de la P2, fue liberada y ocupó el cargo de subteniente. Junto con su colega y prima Marie-Jeanne Echeverria, Maddi participó a partir de 1940 en otras redes de resistencia, como Comète, Nivelle de Bidasoa Shelburn, Isole, Vaudevire Tartane-Masséna y Democratie.
Tenía su propia organización, que funcionaba bien. Entre muchos otros trabajos, ayudó a soldados aliados y civiles resistentes y judíos a cruzar la frontera y nunca perdió a nadie en el camino. También pasó documentos. Desempeñó estos trabajos hasta su detención el 8 de junio de 1944, tras el desembarco aliado en Normandía, junto con otras treinta personas, entre la cuales estaba su prima Marie-Jeanne Echeverria, Jean-Louis Duprilh, párroco de San Juan de Luz o Joseph Aberry, alcalde de Hendaya.

### Detenida en un campo de concentración nazi

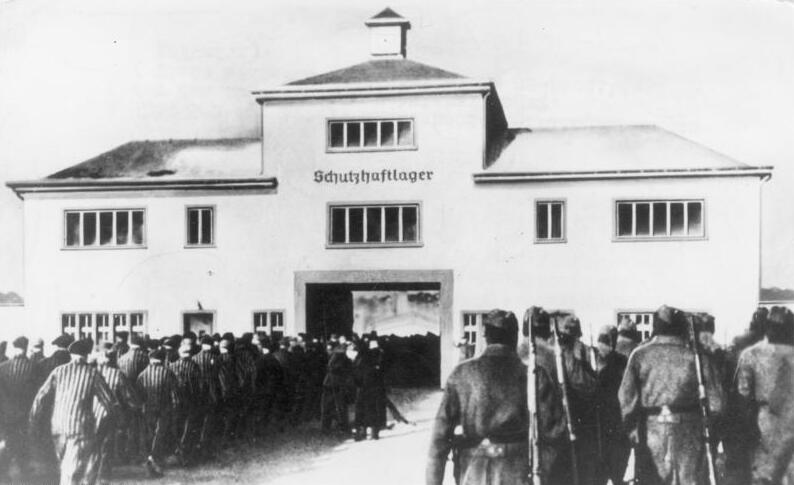
Campo de concentración de Sachsenhausen

Tras su detención, junto con las otras personas detenidas, fue trasladada a Villa Pardo en Hendaya, lugar de tortura de los nazis. Desde allí, el 10 de junio de 1944, fueron trasladadas al Fort du Hâ en Burdeos y el 9 de agosto fueron llevadas desde Toulouse al campo de concentración de Dachau de Alemania en el llamado Tren Fantasma. Llegaron a Dachau el 29 de agosto de 1944 y fue allí donde le tatuaron el número 93869, correspondiente al registro de prisioneros.
De los 750 personas prisioneras, solo 536 llegaron a Dachau. María Josefa y Marie-Jeanne fueron llevadas al campo de mujeres de Ravensbrück, desde donde fueron enviadas a Neuengammer y finalmente al campo de Oranienburg- Sachsenhausen .

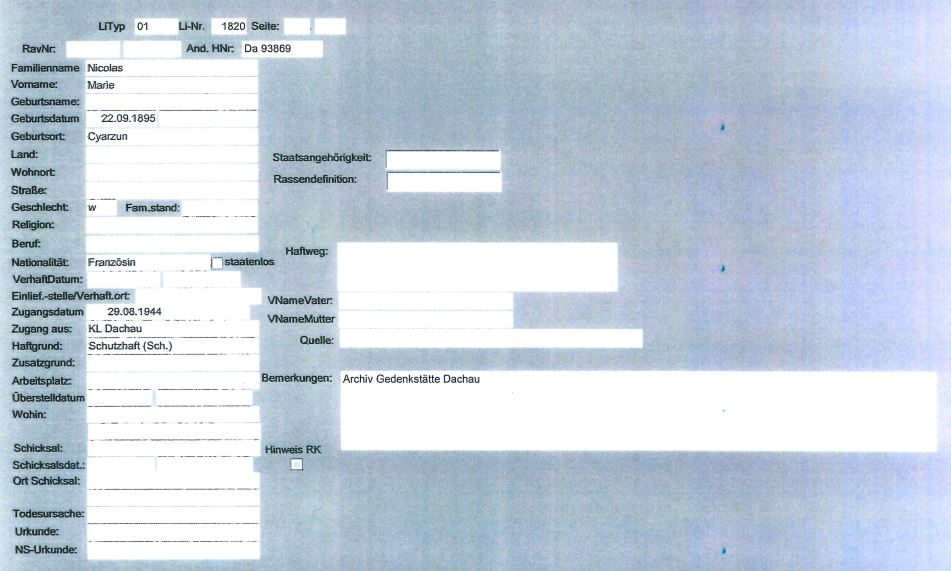
Perfil de Maria Josefa Sansberro creado en Alemania

Murió allí el 13 de noviembre de 1944.

### Una novela sobre su vida
La escritora Edurne Portela ha escrito una novela llamada Maddi y las fronteras (Galaxia Gutenberg). Este libro se basa en la investigación realizada por Izarraitz Villaluce Aizpurua y Joxemari Mitxelena Kazabon de Oyarzun.

## Premios y reconocimientos
Por su aportación a la resistencia:

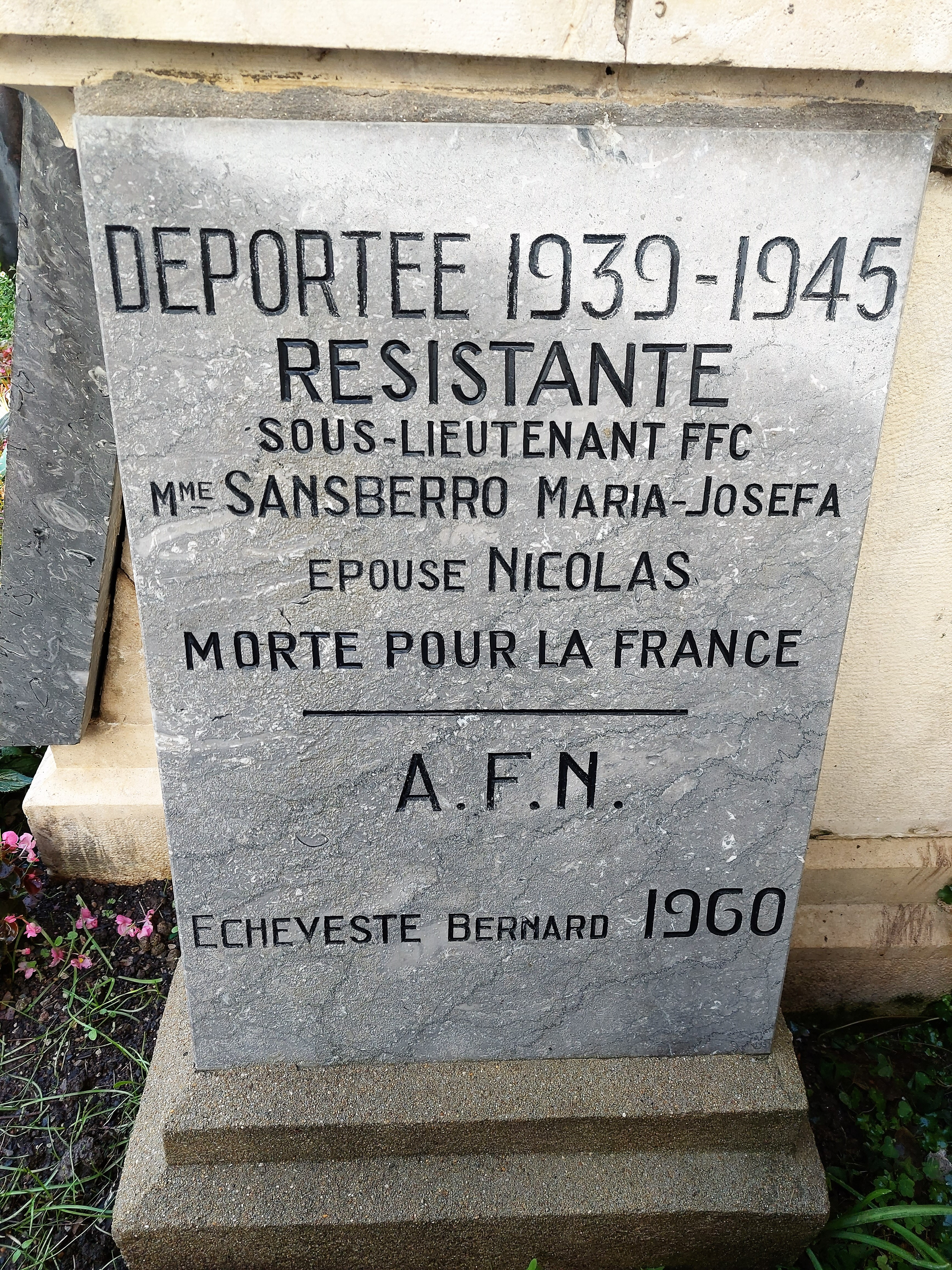
El memorial en el cementerio de Sara

- El gobierno francés le otorgó el título Mort pour la France
- El general Charles de Gaulle le concedió la Medalla Roja al Mérito

- Dwight D. Eisenhower, Medalla de la Libertad del presidente de EE. UU .
- El 13 de noviembre de 2021 recibió un homenaje del ayuntamiento de Oyarzun. Fue su única ciudadana muerta en los campos de concentración nazis y el evento tenía como objetivo la reparación de las violaciones de los derechos humanos.[11]
- El 8 de mayo de 2021, para conmemorar su participación activa en la resistencia, el pueblo de Sara agregó una mención adicional en el monumento a los veteranos que hay en la localidad. Se añadió a su nombre la descripción Resistancee, Sous-Lieutenant FFC-Morte pour la France .